# Digitaria sellowii
Digitaria sellowii là một loài thực vật có hoa trong họ Hòa thảo. Loài này được (C.Muell.) Henrard mô tả khoa học đầu tiên năm 1934.